# Marcia Raphael
Marcia Cecilia Andrea Raphael Mora (Coyhaique, 6 de diciembre de 1963) es una ingeniera comercial y política chilena militante de Renovación Nacional (RN). Desde marzo de 2022 ejerce como diputada por el Distrito N°27 de la Región de Aysén. Anteriormente se desempeñó como Seremi de Gobierno (2010-2013) y consejera regional de Aysén (2014-2020).

## Biografía
Hija de Hans Aniceto Raphael Veras y Luisa Mora Cruces. Está casada con el exdiputado, exgobernador y exsubsecretario de Pesca, Pablo Galilea, con quien tiene tres hijos.
Su licencia de Educación Media la obtuvo en el Liceo San Felipe Benicio de la comuna de Coyhaique, en el año 1980. Se tituló de Ingeniera Comercial en la Universidad Austral de Chile.
Fue Secretaria Regional Ministerial de Gobierno en el primer mandato de Sebastián Piñera. Fue elegida como consejera regional de Aysén en 2013. Logró la reelección en 2017, pero renunció al cargo el 19 de noviembre de 2020.
En 2021 el consejo regional de RN ratificó su candidatura a diputada por el Distrito N°27, correspondiente a las comunas de Aysén, Chile Chico, Cisnes, Cochrane, Coyhaique, Guaitecas, Lago Verde, O'Higgins, Río Ibáñez y Tortel, en reemplazo de Aracely Leuquén, quien no se presentó a la reelección por problemas de salud. Resultó electa con 3902 votos, equivalentes al 10,30% del total de los sufragios válidamente emitidos. Asumió el cargo el 11 de marzo de 2022, integrando las comisiones permantes de Vivienda, Desarrollo Urbano y Bienes Nacionales; y Zonas Extremas y Antártica Chilena.

## Historial electoral

### Elecciones de consejeros regionales de 2017
- Elecciones de consejeros regionales de Chile de 2017, a consejero regional por el distrito 27 (comuna de Coyhaique)[2]

| Candidato                  | Pacto                                | Partido | Votos | %     | Resultados         |
| -------------------------- | ------------------------------------ | ------- | ----- | ----- | ------------------ |
| Marcia Raphael Mora        | Chile Vamos RN-EVOPOLI               | RN      | 1995  | 10.22 | Consejera Regional |
| Rocco Martiniello Ávila    | Unidos por la Descentralización      | PDC     | 1548  | 7.93  | Consejero Regional |
| Raúl Rudolphi Altaner      | Chile Vamos RN-EVOPOLI               | RN      | 1392  | 7.13  | Consejero Regional |
| Juan Catalán Jara          | Por un Chile Justo y Descentralizado | PCCH    | 1311  | 6.72  |                    |
| Florentino Vega Seguel     | Unidos por la Descentralización      | PDC     | 1248  | 6.39  |                    |
| Gustavo Villarroel Pinilla | Por un Chile Justo y Descentralizado | PRSD    | 1147  | 5.88  | Consejero Regional |
| Eduardo Vera Wandersleben  | Chile Vamos UDI-PRI-IND              | UDI     | 1087  | 5.57  |                    |
| Ivis Dinamarca Jara        | Unidos por la Descentralización      | PDC     | 962   | 4.93  |                    |
| Rodrigo Araya Morales      | Frente Amplio                        | RD      | 958   | 4.91  | Consejero Regional |
| Andrea Macías Palma        | Unidos por la Descentralización      | PS      | 935   | 4.79  | Consejera Regional |
| Eugenio Canales Canales    | Chile Vamos UDI-PRI-IND              | UDI     | 863   | 4.42  |                    |
| Valentín Solís Cabezas     | Chile Vamos RN-EVOPOLI               | RN      | 754   | 3.86  |                    |
| Marianela Molina Mansilla  | Frente Amplio                        | RD      | 602   | 3.08  |                    |

### Elecciones parlamentarias de 2021
- Elecciones parlamentarias de 2021 a diputado por el distrito 27 (Aysén, Chile Chico, Cisnes, Cochrane, Coyhaique, Guaitecas, Lago Verde, O'Higgins, Río Ibáñez y Tortel).[3]

| Candidato                    | Pacto              | Partido | Votos | %     | Resultado |
| ---------------------------- | ------------------ | ------- | ----- | ----- | --------- |
| Miguel Ángel Calisto Águila  | Nuevo Pacto Social | PDC     | 9738  | 25.71 | Diputado  |
| René Alinco Bustos           | Nuevo Pacto Social | PPD     | 4798  | 12.67 | Diputado  |
| Marcia Raphael Mora          | Chile Podemos Más  | RN      | 3902  | 10.30 | Diputada  |
| Alejandra Valdebenito Torres | Chile Podemos Más  | UDI     | 3608  | 9.53  |           |
| Eugenio Canales Canales      | Chile Podemos Más  | IND-EVO | 2642  | 6.98  |           |
| Juan Catalán Jara            | Apruebo Dignidad   | PCCh    | 2032  | 5.37  |           |
| Rodrigo Saldivia Vera        | Nuevo Pacto Social | PS      | 1839  | 4.86  |           |
| Karina Acevedo Auad          | Nuevo Pacto Social | PR      | 1665  | 4.40  |           |